# Vicente Castro Giménez
Vicente Castro Giménez   (València, 1958 - Terrassa, 26 d'octubre de 2020) més conegut com a Parrita, va ser un cantaor i compositor valencià de flamenc.
D'ètnia gitana, va néixer al barri de Natzaret de València i va traslladar-se a Catalunya als 20 anys, establint-se a Rubí.
Va gravar una dotzena de discos de balades, rumba i tango. Va compondre cançons per Moncho i Niña Pastori i va col·laborar amb cantants com Rosalía o Paco de Lucía. Va ser molt reconegut com a descobridor de nous talents com Antonio Orozco.
Va morir a Terrassa als 61 anys arran d'un vessament cerebral.

## Discografia[4]
- Dama, Dama (Horus, 1982)
- Embrujao (Horus, 1983)
- Nuevas Ilusiones (Horus, 1985)
- Vuela más alto que tu (Horus, 1987)
- Tal y como Soy (Horus, 1988)
- En familia (Horus, 1989)
- Canastero (Horus, 1990)
- Entre la espada y la pared (Horus, 1994)
- Quita el sentio (Horus, 1995)
- Aroma de mujer (Horus, 1998)
- Fruto del Amor (EMI, 2000)
- Trocitos de nuestras vidas (Vale Music, 2009)
- Con el Alma (Ediciones A.Deinara, 2012)
- Copla Flamenca (Zamara Music, 2015)